# Empire Polo Club
 (mai 2024).
La mise en forme du texte ne suit pas les recommandations de Wikipédia : il faut le « wikifier ».
Les points d'amélioration suivants sont les cas les plus fréquents. Le détail des points à revoir est peut-être précisé sur la page de discussion.
- Les titres sont pré-formatés par le logiciel. Ils ne sont ni en capitales, ni en gras.
- Le texte ne doit pas être écrit en capitales (les noms de famille non plus), ni en gras, ni en italique, ni en « petit »…
- Le gras n'est utilisé que pour surligner le titre de l'article dans l'introduction, une seule fois.
- L'italique est rarement utilisé : mots en langue étrangère, titres d'œuvres, noms de bateaux, etc.
- Les citations ne sont pas en italique mais en corps de texte normal. Elles sont entourées par des guillemets français : « et ».
- Les listes à puces sont à éviter, des paragraphes rédigés étant largement préférés. Les tableaux sont à réserver à la présentation de données structurées (résultats, etc.).
- Les appels de note de bas de page (petits chiffres en exposant, introduits par l'outil «  Source ») sont à placer entre la fin de phrase et le point final[comme ça].
- Les liens internes (vers d'autres articles de Wikipédia) sont à choisir avec parcimonie. Créez des liens vers des articles approfondissant le sujet. Les termes génériques sans rapport avec le sujet sont à éviter, ainsi que les répétitions de liens vers un même terme.
- Les liens externes sont à placer uniquement dans une section « Liens externes », à la fin de l'article. Ces liens sont à choisir avec parcimonie suivant les règles définies. Si un lien sert de source à l'article, son insertion dans le texte est à faire par les notes de bas de page.
- La présentation des références doit suivre les conventions bibliographiques. Il est recommandé d'utiliser les modèles {{Ouvrage}}, {{Chapitre}}, {{Article}}, {{Lien web}} et/ou {{Bibliographie}}. Le mode d'édition visuel peut mettre en forme automatiquement les références.
- Insérer une infobox (cadre d'informations à droite) n'est pas obligatoire pour parachever la mise en page.

Pour une aide détaillée, merci de consulter Aide:Wikification.
Si vous pensez que ces points ont été résolus, vous pouvez retirer ce bandeau et améliorer la mise en forme d'un autre article.
L'Empire Polo Club est un club de polo de 1 000 acres (32 ha) situé à Indio, California, dans la Coachella Valley de Riverside County, à environ 22 miles au sud-est de Palm Springs. Fondé en 1987, il a accueilli des tournois internationaux de polo. Il loue ses terrains de polo pour le Coachella Valley Music and Arts Festival et le Stagecoach Festival chaque année lors des trois derniers week-ends d'avril.

## Emplacement
Le club est situé au 81-800 Avenue 51 dans la ville d'Indio, dans la vallée de Coachella et le désert du Colorado, en Californie du Sud,,,. Il se trouve à environ une demi-heure de route de Palm Springs et à 2 heures ou 2 heures et demie du centre-ville de Los Angeles ou de San Diego,.

## Histoire
Il a été fondé en 1987,. Il compte douze terrains de polo, ce qui en fait l'un des plus grands clubs de polo de la côte ouest des États-Unis,.
Il accueille des matchs et tournois locaux, nationaux et internationaux. En 2013, il a accueilli un match entre la British Schools and Universities Polo Association (SUPA) et l' USPA Intercollegiate/Interscholastic. Il a également accueilli des événements pour la Gay Polo League. En 2015, il a accueilli la USPA Townsend International Challenge Cup.
Le terrain appartient à Alex Haagen III. Depuis 1993, l'Empire Polo Club loue chaque année ses terrains de polo à Goldenvoice, une filiale du Anschutz Entertainment Group, les organisateurs du Coachella Festival et du Stagecoach Festival.
Les 30, 31 octobre et 1er novembre 2009, il a accueilli le Phish Festival 8. Lors du spectacle d'Halloween cette année-là, Phish a interprété l'intégralité de Exile on Main St. des Rolling Stones.
Du 7 au 9 et du 14 au 16 octobre 2016, il a accueilli Desert Trip, un festival de musique mettant en vedette les légendaires artistes de rock Bob Dylan, les Rolling Stones, Paul McCartney, Neil Young, Roger Waters et The Who.
Les 14 et 21 avril, Beyoncé était la tête d'affiche du Coachella Valley Music and Arts Festival 2018. Beyoncé a été la première femme afro-américaine à diriger le festival et sa performance a immédiatement été saluée par la critique. De nombreux médias ont qualifié l'émission d'« historique », tandis que le New York Times l'a proclamée « significative, captivante, énergique et radicale ». La performance a été surnommée « Beychella » par les fans.
Du 6 au 8 octobre 2023, le Power Trip a eu lieu, avec Guns N' Roses, AC/DC, Judas Priest, Metallica, Iron Maiden et Tool.